# (2904) Millman
(2904) Millman es un asteroide perteneciente al cinturón de asteroides, descubierto el 20 de diciembre de 1981 por Edward Bowell desde la Estación Anderson Mesa (condado de Coconino, cerca de Flagstaff, Arizona, Estados Unidos).

## Designación y nombre
Designado provisionalmente como 1981 YB. Fue nombrado Millman en honor al astrónomo canadiense Peter Millman.